# Kampf gegen das gegnerische Luftkriegspotential
Als Kampf gegen das gegnerische Luftkriegspotential (englisch Counter-Air (CA)) werden Luftkriegsoperationen bezeichnet, die sich gegen die Fähigkeit eines Gegners richten, seine Luftkriegsmittel effektiv zur Wirkung zu bringen. Ziel dieser Operationen ist es, den für die eigene Operationsfreiheit sowie den Schutz vor Angriffen eines Gegners aus der Luft erforderlichen Grad an eigener Kontrolle über den Luftraum zu erringen und zu erhalten. Der Kampf gegen das gegnerische Luftkriegspotential besteht aus offensiven und defensiven Operationen und Maßnahmen.

## Beschreibung
Eine wesentliche Aufgabe von Luftstreitkräften ist die Wahrung der Sicherheit des eigenen Luftraumes. Im Frieden wird dies durch Militärische Luftraumüberwachung gewährleistet. In einem Konflikt soll durch abgestimmte offensive und defensive Operationen die Kontrolle über den Luftraum (englisch control of the air) und der Schutz vor Angriffen aus der Luft im erforderlichen Umfang erzielt und erhalten werden. Auf diese Weise soll ein Gegner daran gehindert werden, Angriffe aus der Luft erfolgreich durchzuführen.
Die Kontrolle über den Luftraum über dem eigenen Staatsgebiet und dem Einsatzgebiet ist Grundvoraussetzung für die eigene Operationsfreiheit und den Schutz eigener Kräfte, Infrastruktur, Ressourcen und nicht zuletzt der Bevölkerung. Absolute Kontrolle über den gesamten Luftraum wird als Luftherrschaft bezeichnet, eine zeitlich oder räumlich begrenzte Dominanz als Luftüberlegenheit. Luftüberlegenheit hat demnach unterschiedliche Abstufungen und Ausprägungen. Der zu erzielende Ausprägungsgrad wird vom militärischen Führer einer Operation vorgegeben.
Ziele des Kampfes gegen das gegnerische Luftkriegspotential sind bemannte und unbemannte Luftfahrzeuge, ballistische und aerodynamische Flugkörper sowie diese unterstützenden Kräfte, Mittel und Einrichtungen.
Beim Kampf gegen das gegnerische Luftkriegspotential wird unterschieden:
- Offensiver Kampf gegen das gegnerische Luftkriegspotential (englisch Offensive Counter-Air (OCA)) und
- Defensiver Kampf gegen das gegnerische Luftkriegspotential (englisch Defensive Counter-Air (DCA)).

### Offensiver Kampf gegen das gegnerische Luftkriegspotential
Zielsetzung des Offensiven Kampfes gegen das gegnerische Luftkriegspotential ist es, gegnerische Luftmacht so dicht an ihrem Ursprung wie möglich zu zerstören oder zumindest zu stören oder zu behindern. Diese Operationen können sich gegen das Luftkriegspotential eines Gegners am Boden, auf See, in der Luft oder im Weltraum richten.
Einsatzarten des offensiven Kampfes gegen das gegnerische Luftkriegspotential sind:
- OCA Attack (deutsch Offensiver Kampf gegen das gegnerische Luftkriegspotenzial am Boden): Angriffe gegen das gegnerische System zur Projizierung von Luftmacht, z. B. Führungseinrichtungen und Führungsmittel, Flugplätze, Flugkörperstellungen oder Versorgungs- und Instandsetzungseinrichtungen.
- Fighter Sweep (deutsch Jagdvorstoß)/Fighter Escort (deutsch Begleitschutz): Einsätze von Jagdflugzeugen gegen gegnerische Jagdflugzeugen in bestimmten Räumen oder entlang von Routen / Begleitung eigener Flugzeuge oder Formationen durch Jagdflugzeuge
- Suppression of Enemy Air Defences (deutsch Niederhalten der gegnerischen bodengebundenen Luftverteidigungsmittel): Einsätze gegen bodengebundene Elemente eines gegnerischen Luftverteidigungssystems mit letalen und nicht-letalen Mitteln

### Defensiver Kampf gegen das gegnerische Luftkriegspotential
Der Defensive Kampf gegen das gegnerische Luftkriegspotential besteht aus aktiven und passiven Maßnahmen, durch die angreifende oder in den eigenen Luftraum eindringende Luftkriegsmittel eines Gegners entdeckt, identifiziert, abgefangen, zerstört oder zumindest in ihrer Wirkung beeinträchtigt werden. Dadurch sollen eigene Kräfte, Mittel und Einrichtungen sowie die wichtigsten Zentren des Staates vor gegnerischen Luftangriffen und Angriffen mit ballistischen Flugkörpern geschützt werden. Der Begriff „Defensiver Kampf gegen das das gegnerische Luftkriegspotential“ ist ein Synonym für Luftverteidigung.
Träger der aktiven Luftverteidigung sind:
- Bodengebundene Luftverteidigung (englisch Ground Based Air Defence (GBAD)) mit Luftabwehrraketen und Flugabwehrartillerie
- Luftgestützte Luftverteidigung mit Jagdflugzeugen in Form von Alarmrotten, durch Abfangeinsätze oder bewaffnete Luftraumüberwachung (englisch Combat Air Patrol (CAP))
- Seegestützte Luftverteidigung mit Flugabwehrwaffen auf Schiffen und Booten[A 3]
- Objektschutz

Maßnahmen der passiven Luftverteidigung verbessern Überlebenschancen bei und nach einem Angriff und bestehen u. a. aus
- Frühwarnung
- Tarnung und Täuschung
- Härtung
- Auflockerung
- Schadensbekämpfung, -minderung und Wiederherstellung

## Entwicklung
Bereits kurz nach der ersten Nutzung von Flugzeugen zu militärischen Zwecken wurden Theorien zum Luftkrieg entwickelt. Einer der ersten Verfasser einer Luftkriegstheorie war der italienische General Douhet. In seiner Schrift Il dominio dell'aria aus dem Jahre 1921 stellte er fest, Luftmacht sei am besten durch Luftmacht zu bekämpfen. Das erste Ziel in einem Krieg sei die Erringung von Luftherrschaft durch schnelle und massive Bombenangriffe auf Ziele des Gegners. Auf britischer Seite formulierte Hugh Trenchard u. a., Luftherrschaft sei eine Voraussetzung für alle anderen militärischen Operationen. Und der Amerikaner John Warden erkannte „Luftüberlegenheit ist die Voraussetzung für den Sieg oder gar das Überleben.“ Auch der russische General Vasily Khripin erarbeitete Grundsätze für den Luftkrieg.
Im Zweiten Weltkrieg glaubte die deutsche Führung einen Weltkrieg ohne strategischen Luftkrieg führen zu können. Spätestens mit dem Verlust der Luftüberlegenheit über dem Reichsgebiet nach Einführung des begleitenden Jagdschutzes für die alliierten Bomber war der Abnutzungskrieg für Deutschland nicht mehr zu gewinnen.
In der unmittelbaren Nachkriegszeit wurde Counter-Air in der NATO  in erster Linie als offensive Operation gegen Einrichtungen des Gegners am Boden verstanden. In Anbetracht der Kräfteverhältnisse hätte dabei eine hohe Wahrscheinlichkeit einer schnellen Eskalation hin zum Einsatz von Kernwaffen bestanden. Mit der Abkehr von der Doktrin der Massiven Vergeltung hin zu Flexiblen Antwort entstand in den 1970er Jahren die NATO Air Doktrin ATP-33. Diese ist mit ihrem Werkzeugkasten von Optionen und der Berücksichtigung von Luftverteidigung als defensiver Komponente die Basis der aktuellen NATO Luftkriegs-Doktrin.
In den lokal begrenzten Auseinandersetzungen seit 1945 zeigte sich immer wieder die Bedeutung von Luftkriegsoperationen gegen ein gegnerische Luftkriegspotential, sofern dieser Gegner über nennenswerte Luftkriegsfähigkeiten verfügte. So sind die verschiedenen Arabisch - Israelischen Kriege ein Beispiel für den Erfolg von Luftangriffen auf Flugplätze und Flugzeuge am Boden.
In heutigen Konflikten steht in den Fällen, in denen ein Gegner über ein nennenswertes Luftkriegspotential verfügt, die Notwendigkeit der Sicherstellung einer Luftüberlegenheit im Operationsgebiet außer Frage. Das Instrumentarium reicht von der Einrichtung und Durchsetzung von Flugverbotszonen bis hin zu „Enthauptungsschlägen“.
Für die Luftverteidigung stellt die zunehmende Proliferation von ballistischen Flugkörpern und anderen Trägern von Massenvernichtungswaffen eine besondere Herausforderung dar. Eine zunehmende Herausforderung für die Luftverteidigung ist auch die Verbreitung von bewaffneten unbemannten Luftfahrzeugen.